# Сара Берч
Сара Берч (англ. Sarah Birch, 1969, Велика Британія) – британський науковець українського походження, теоретик політичної науки, професор порівняльної політики Університету Глазго (Шотландія), член Британської академії гуманітарних та соціальних наук (2013).

## Кар'єра
Починаючи з 1996 і до 2013 року працювала викладачем політології на факультеті права та управління Ессекського університету у Колчестері (англ. University of Essex Colchester), де зокрема, викладала українську політологію. З 2013 року є професором та керівником програми порівняльної політики в Університеті Глазго (англ. University of Glasgow).
Протягом десяти років, 2002—2011 рр., Берч була співредактором Британського журналу політичної науки (англ. British Journal of Political Science).

## Наукова діяльність
До сфери її наукових інтересів відносяться порівняльна політика, виборчі інститути, процеси, цінності й виборчі зловживання, суспільна етика та поведінкова особливості в політиці, екологічна політика.
Берч залучається як міжнародний експерт-консультант і тренер до проектів різних міжурядових організацій та ініціатив, таких як Програми розвитку ООН, ОБСЄ (OSCE), Міжнародний інститут демократії та сприяння виборам (англ. The International Institute for Democracy and Electoral Assistance, IDEA), Міжнародна комісія з питань виборів та Демократія й безпека Агентства США з міжнародного розвитку (USAID), а також британських інститутів — Виборча комісія, Департамент з міжнародного розвитку, Міністерство закордонних справа і у справах Співдру́жності на́цій, Вестмінстерська фундація за демократію, Асоціація виборчих адміністраторів.

### Про Україну
Протягом усього періоду наукової діяльності Сара Берч вивчає політичний та виборчий процес в Україні. Особливо активно вона займалася вивченням українського питання під час роботи в Ессекському університеті. Її перші наукові публікації були присвячені виключно українській політиці: статті «Електоральна поведінка у Західній Україні під час загальнонаціональних виборів та референдуму, 1989-91 рр.» (Europe-Asia Studies, № 47, 1995), «Номенклатура демократизації: електоральний клієнтилізм в пострадянській Україні» (Democratization, № 4, 1997), «Виборчі системи, стратегія кампанії і розподіл голосів в українському парламенті та президентські вибори 1994 р.» (Political Studies, № 46, 1998), «Вибір стабільності, політична безвихідь: парламентські вибори в Україні 1998 р.» (Europe-Asia Studies, № 51, 1999), «Пояснення регіональних впливів в українській політиці» (Europe-Asia Studies, № 52, 2000), а також розділи у книгах «Формування партійної системи та електоральна поведінка під час парламентських виборів в Україні у 1994 р.» (Armonk, NY, 1998), «В тіні Москви: Україна, Молдова та країни Балтії» (Durham, NC, 1998). Її перша монографія має назву «Вибори і демократизація в Україні» (Macmillan, 2000).

### Перекладені українською мовою
- Берч, Сара. Система парламентських виборів в Україні: можливості для поліпшення / Університет Ессекс, Велика Британія. — К., 2001. — 226 с.